# Lead generation
La lead generation è quell'insieme di azioni di marketing che consentono di generare una lista di possibili clienti interessati ai prodotti o servizi offerti da un'azienda.
La lead generation è quindi un potenziale utente che decide di lasciare i suoi dati in cambio dìinformazioni o comunque sia di qualcosa che gli possa servire realmente. Di solito quando si vuole attuare una strategia lead si offre una risorsa gratuita, e idonea ad attirare il giusto target, chiamata appunto lead magnet.
Questa operazione consiste nel trovare i clienti interessati, farsi dare i contatti dalla persona (lead) e costruire un database che sarà utilizzato dal reparto commerciale. Per generare nuovi contatti, di futuri clienti, possono essere utilizzate tutte le varie strategie di marketing, da quelle più tradizionali come pubblicità o telemarketing alle più innovative come direct marketing o altre strategie che utilizzano il Web.
Il pregio di una strategia di lead generation è quello di generare una lista di possibili clienti interessati e quindi con forte propensione all'acquisto del prodotto o servizio offerto, ciò avviene attraverso una "selezione" a monte; questo significa che il messaggio di vendita viene effettivamente veicolato soltanto ad alcuni consumatori, profilati grazie agli strumenti di marketing strategico. Bisogna immaginare questo processo come un imbuto, per descriverlo si utilizza infatti il termine inglese funnel. Il concetto principale è che tipicamente sono molti i potenziali clienti (lead) che vengono a contatto con un brand, ma sono invece pochi quelli che arrivano a terminare il processo d'acquisto. Lo scopo di una lead generation efficace è quindi quello di generare il maggior numero di lead e successivamente convertirne il più possibile in clienti. A tal riguardo, una delle strategie più importanti è definita lead nurturing, e consiste nel "coltivare" la propria lista lead (dall'inglese to nurture cioè coltivare) fornendo loro nel tempo le informazioni e i contenuti utili a educare ed istruire sulla tematica d'interesse nonché sul prodotto o servizio offerto dall'azienda.
La lead generation, oltre ad aumentare il numero di clienti potenziali, consente ad un'impresa di apportare miglioramenti alla brand awareness, all'affidabilità percepita e al ROI (Return On Investment).
Il metro di giudizio di una buona campagna di lead generation si ferma al numero di prospect generati e alla loro qualità. Non viene valutata quindi l'acquisizione effettiva dei clienti, cioè la quantità di vendite realizzate, perché tale dato è fortemente determinato dalle capacità di chi si occupa dell'ambito commerciale, il quale ha il compito di proporre l'offerta e chiudere la vendita.

## Web marketing
Negli ultimi anni, dopo la nascita e diffusione del web marketing, la lead generation ha scoperto nuove possibilità grazie ai potenti strumenti offerti dalla rete. Se ieri poteva bastare il passa parola oggi esiste la lead generation. In particolare è possibile generare visite targhetizzate da più canali pubblicitari, dirigendole in pagine appositamente create (landing page), il cui scopo è incentivare l'utente a lasciare i propri dati per essere contattato in un secondo momento. Gli strumenti utilizzati per generare visite altamente profilate sono: i motori di ricerca, i social network, mailing list, blog e forum. Qualsiasi azione di webmarketing deve essere orientata all'acquisizione del lead ossia del contatto. Nel web per contatto si intende come minimo l'indirizzo email. Ecco alcuni esempi social da non confondere: in Facebook non è lead generation un mi piace ad un post, mentre è lead generation un amico o un follower di una pagina. In Twitter un click preferito non è un lead, un follower invece lo è.
Nei social però si è sempre chiusi all'interno di un ambiente esclusivo. Infatti se il social network permette di mandare dei messaggi personali non è un proprio vero contatto. Twitter autorizza spedire messaggi diretti se il contatto è un follower ma senza sapere l'indirizzo email. La vera Lead generation si ha quando il contatto, in piena consapevolezza, lascia i propri dati e magari anche una richiesta di aiuto. Una richiesta di aiuto si chiama action message, in quanto è un messaggio in cui la domanda esprime un suo bisogno personale che mette in azione la relazione con l'offerta. Se l'azione dell'offerta soddisfa la domanda, allora il lead si trasforma da contatto a cliente. Questo è l'obiettivo finale del processo che parte dalla generazione del traffico e si conclude con la vendita.
Chi si occupa di lead generation deve quindi in primo luogo definire il target di riferimento di cui si vuole ottenere il contatto, successivamente, conoscendo la propria audience, deve definire il lead magnet, ovvero ciò che attrae il potenziale cliente. Nella fase successiva, ci si occupa di  generare traffico verso le landing page, opt-in page o dette anche pagine cattura contatto (squeeze page). 
Per quanto riguarda le strategie se ne possono utilizzare principalmente due:
1. traffico proveniente da contenuto di valore come un e-book o video marketing (pagine posizionante sui motori di ricerca, contenuto su social, content marketing);
2. traffico generato tramite i servizi a pagamento (i due principali sono pay per click e cost per mille) come AdWords o Facebook Ads.

Il secondo obiettivo della lead generation è la conversione, cioè l'effettiva cessione dei dati personali della persona interessata, con l'autorizzazione ad essere contattati successivamente. Questo avviene sfruttando tecniche di marketing tradizionale, oppure avviene grazie alla qualità della landing page, la quale deve essere ottimizzata in modo da aumentare la percentuale di conversioni.